# 陰櫥
為2020年上映的韓國驚悚劇情片，由《摩登家庭》《開鎖的方法》等短篇電影的導演金光彬執導，河正宇、金南佶、許律、金詩雅主演，2020年2月5日在韓國上映。

## 劇情概要
影片講述在新搬入的房子裡女兒消失得無影無蹤後，一個自稱知道事件秘密的男子找到正在尋找女兒的父親而發生的故事。

## 演員陣容

### 主要人物
- 河正宇 飾演 尚元
- 金南佶（童年：金正哲） 飾演 京勳
- 許律 飾演 伊娜
- 金詩雅 飾演 明珍

### 其他人物
- 申鉉彬 飾演 勝熙
- 金秀珍 飾演 明珍的母親
- 朴智雅 飾演 巫婆
- 林賢成 飾演 後輩
- 張怡珠 飾演 保姆
- 姜信哲 飾演 道賢
- 李道國 飾演 警察
- 李養熙 飾演 屍檢醫生
- 郭子亨 飾演 電視台PD
- 姜雅朗 飾演 主持人
- 權吾洙 飾演 採訪的醫生
- 李相元 飾演 AS司機
- 金美花 飾演 房地產仲介所大嬸

### 特別出演
- 朴星雄 飾演 明珍的父親

## 獎項榮譽
| 年份   | 頒獎禮                       | 獎項         | 入圍者 | 結果 |
| ------ | ---------------------------- | ------------ | ------ | ---- |
| 2021年 | 第39屆布魯塞爾國際奇幻電影節 | 評審團特別獎 | 金光彬 | 獲獎 |

## 外部連結
- Daum上《陰櫥》的資料

- 韩国电影数据库（KMDb）上《陰櫥》的資料
- 互联网电影数据库（IMDb）上《陰櫥》的资料（英文）
- 豆瓣电影上《陰櫥》的資料 （简体中文）